# Phoroncidia cribrata
Phoroncidia cribrata är en spindelart som först beskrevs av Simon 1893.  Phoroncidia cribrata ingår i släktet Phoroncidia och familjen klotspindlar.
Artens utbredningsområde är Paraguay. Inga underarter finns listade i Catalogue of Life.